# Salvatore Ballo Guercio
Salvatore Ballo Guercio (Palermo, 27 settembre 1880 – Roma, 12 agosto 1967) è stato un vescovo cattolico italiano, 58º prelato di Santa Lucia del Mela (1920-1933), 74º vescovo di Mazara del Vallo.

## Biografia
Vestì l'abito talare a 13 anni e subito dopo entrò al Seminario Arcivescovile di Palermo, dove frequentò il ginnasio. Concluse il liceo a Monreale e quindi conseguì la laurea in teologia e in utroque iure presso il Pontificio Seminario Romano di Sant'Apollinare a Roma.
Ordinato sacerdote il 2 aprile 1903, ritornò a Palermo dove venne nominato prima vicecancelliere in Curia e successivamente docente di diritto canonico, morale e dogmatica presso il Seminario.
Durante la prima guerra mondiale partecipò al conflitto come capitano cappellano del Sovrano Militare Ordine di Malta e delegato del vescovo castrense; per questo servizio fu nominato cavaliere di Grazia e Devozione.
Terminato il conflitto ritornò a Palermo dove ricoprì la carica di canonico del capitolo metropolitano.

### Ministero episcopale

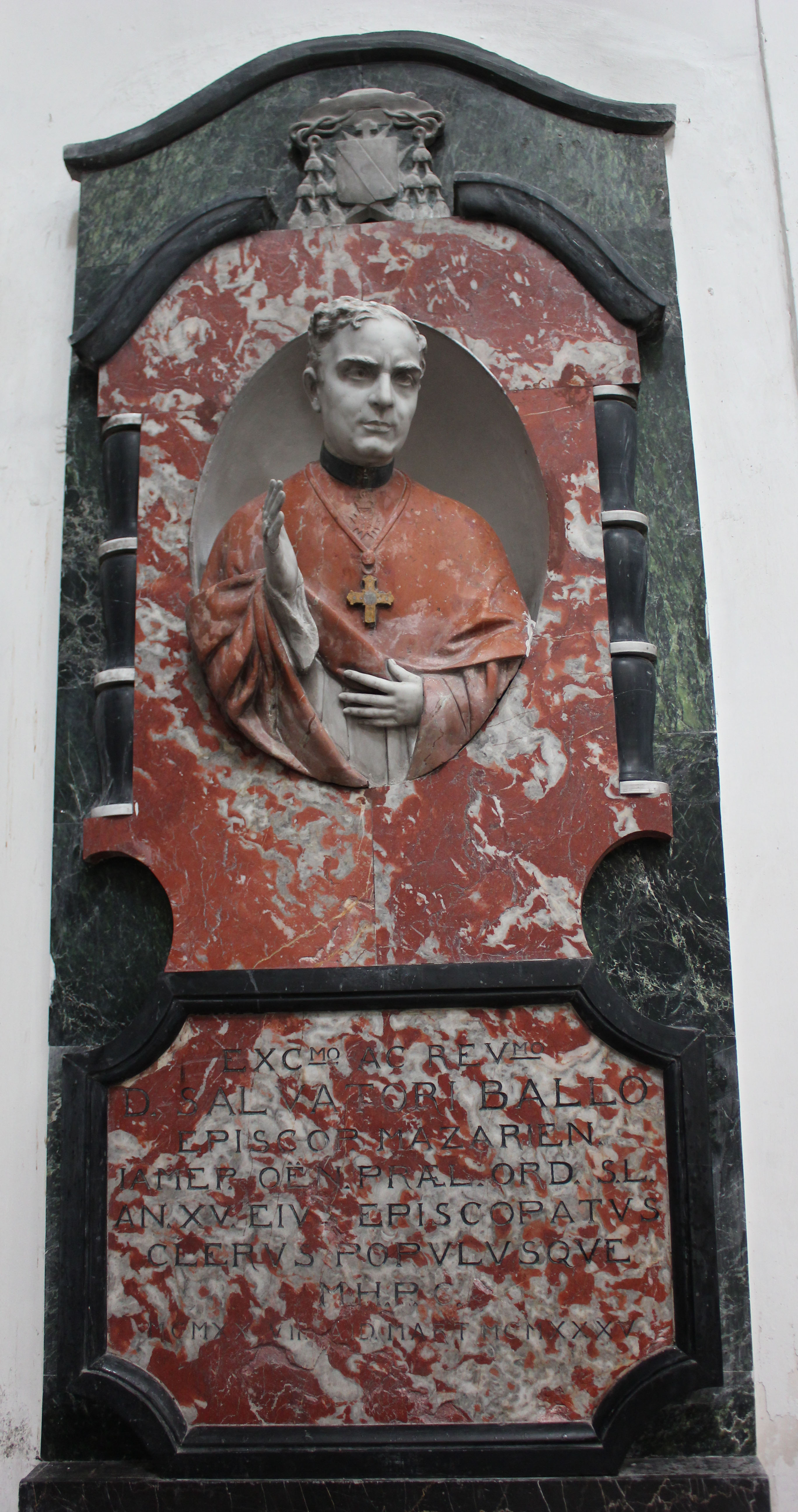
Monumento nella concattedrale di Santa Maria Assunta a Santa Lucia del Mela.

L'8 marzo 1920 fu nominato vescovo titolare di Oea e consacrato il successivo 20 aprile dal cardinale Alessandro Lualdi. Nello stesso anno viene nominato prelato ordinario di Santa Lucia del Mela e amministratore apostolico di Lipari. Nel 1926 venne nominato amministratore apostolico della diocesi di Acireale.
Il 26 novembre 1933 si insediò come vescovo a Mazara del Vallo.
A lui si devono in questa diocesi la difesa della mensa vescovile contro le pretese del capitolo liberiano, la fondazione di almeno 25 nuove parrocchie e, nel secondo dopoguerra, delle scuole parrocchiali, di cui si contano almeno 14 sedi; infine diede le nuove costituzioni al capitolo della cattedrale.
Nel 1949, con suo rammarico, la Santa Sede decise di rimuoverlo trasferendolo a Roma, con il titolo di vescovo di Dioclea di Frigia.

## Genealogia episcopale
La genealogia episcopale è:
- Cardinale Scipione Rebiba
- Cardinale Giulio Antonio Santori
- Cardinale Girolamo Bernerio, O.P.
- Arcivescovo Galeazzo Sanvitale
- Cardinale Ludovico Ludovisi
- Cardinale Luigi Caetani
- Cardinale Ulderico Carpegna
- Cardinale Paluzzo Paluzzi Altieri degli Albertoni
- Papa Benedetto XIII
- Papa Benedetto XIV
- Papa Clemente XIII
- Cardinale Marcantonio Colonna
- Cardinale Giacinto Sigismondo Gerdil, B.
- Cardinale Giulio Maria della Somaglia
- Cardinale Carlo Odescalchi, S.I.
- Cardinale Costantino Patrizi Naro
- Cardinale Lucido Maria Parocchi
- Cardinale Francesco di Paola Cassetta
- Cardinale Alessandro Lualdi
- Vescovo Salvatore Ballo Guercio